# Basketbol'nyj klub Chimki 2012-2013
Questa voce raccoglie le informazioni riguardanti il Basketbol'nyj klub Chimki nelle competizioni ufficiali della stagione 2012-2013.

## Stagione
La stagione 2012-2013 del Basketbol'nyj klub Chimki è la 14ª nel massimo campionato russo di pallacanestro, la Professional'naya basketbol'naya liga.

## Roster
Aggiornato al 21 ottobre 2021
| Chimki Moscow Region 2012-13 | Chimki Moscow Region 2012-13 |
| Giocatori                    | Staff tecnico                |
| ---------------------------- | ---------------------------- |

| N. | Naz.                                       | Ruolo | Nome                | Anno | Alt.   | Peso   |  |
| -- | ------------------------------------------ | ----- | ------------------- | ---- | ------ | ------ |  |
| 5  | Stati Uniti (bandiera)                     | AG    | James Augustine     | 1984 | 208 cm | 107 kg |  |
| 7  | Russia (bandiera)                          | P     | Vitalij Fridzon (C) | 1985 | 194 cm | 88 kg  |  |
| 8  | Finlandia (bandiera)                       | PG    | Petteri Koponen     | 1988 | 194 cm | 88 kg  |  |
| 9  | Russia (bandiera)                          | G     | Egor Vjal'cev       | 1985 | 193 cm | 88 kg  |  |
| 10 | Croazia (bandiera)                         | C     | Krešimir Lončar     | 1983 | 210 cm | 105 kg |  |
| 11 | Stati Uniti (bandiera)                     | G     | K.C. Rivers         | 1987 | 196 cm | 94 kg  |  |
| 12 | Russia (bandiera)                          | AP    | Sergej Monja        | 1983 | 202 cm | 99 kg  |  |
| 13 | Russia (bandiera)                          | G     | Dmitrij Chvostov    | 1989 | 190 cm | 82 kg  |  |
| 14 | Russia (bandiera)                          | C     | Anton Puškov        | 1988 | 208 cm | 100 kg |  |
| 15 | Russia (bandiera)                          | G     | Gleb Plotnikov      | 1991 | 190 cm | 94 kg  |  |
| 21 | Russia (bandiera)                          | C     | Aleksej Žukanenko   | 1986 | 210 cm | 107 kg |  |
| 24 | Bielorussia (bandiera) · Russia (bandiera) | AG    | Benjamin-Pavel Dudu | 1991 | 200 cm | 100 kg |  |
| 34 | Croazia (bandiera)                         | G     | Zoran Planinić      | 1982 | 199 cm | 88 kg  |  |
| 40 | Stati Uniti (bandiera)                     | C     | Paul Davis          | 1984 | 211 cm | 122 kg |  |
| 44 | Australia (bandiera)                       | AC    | Matt Nielsen        | 1978 | 208 cm | 107 kg |  |
| 93 | Russia (bandiera)                          | A     | Aleksandr Zacharov  | 1993 | 202 cm | 91 kg  |  |

| Allenatore                                                                                |
| - Rimas Kurtinaitis                                                                       |
| Assistente/i                                                                              |
| - Jenaro Díaz - / Andrija Gavrilović Legenda - (C) Capitano - (IN) Inattivo - Infortunato |

## Mercato

### Sessione estiva
| Acquisti | Acquisti        | Acquisti         | Acquisti   | Acquisti |
| R.a      | Nome            | da               | Modalità   |          |
| -------- | --------------- | ---------------- | ---------- | -------- |
| AG       | James Augustine | Murcia           | definitivo |          |
| C        | Paul Davis      | Siviglia         | definitivo |          |
| PG       | Petteri Koponen | Virtus Bologna   | definitivo |          |
| G        | K.C. Rivers     | Lokomotiv Kuban' | definitivo |          |

| Cessioni | Cessioni         | Cessioni        | Cessioni       | Cessioni |
| R.       | Nome             | a               | Modalità       |          |
| -------- | ---------------- | --------------- | -------------- | -------- |
| AG       | Jeff Adrien      | R.G.V. Vipers   | fine contratto |          |
| G        | Thomas Kelati    | Valencia        | fine contratto |          |
| P        | Chris Quinn      | Free agent      | fine contratto |          |
| AP       | Mickaël Gelabale | Cedevita Junior | fine contratto |          |

### Dopo l'inizio della stagione
| Acquisti | Acquisti | Acquisti | Acquisti | Acquisti |
| R.       | Nome     | da       | Data     | Modalità |
| -------- | -------- | -------- | -------- | -------- |

| Cessioni | Cessioni       | Cessioni         | Cessioni         | Cessioni    |
| R.       | Nome           | a                | Data             | Modalità    |
| -------- | -------------- | ---------------- | ---------------- | ----------- |
| G        | Gleb Plotnikov | Dinamo Mosca     | 21 dicembre 2012 | prestito    |
| C        | Anton Puškov   | Kr. Kryl. Samara | 17 gennaio 2013  | rescissione |